# 2008–2009-es négysánc-verseny
A 2008–2009-es négysánc-verseny, a 2008–2009-es síugró-világkupa részeként került megrendezésre, melyet hagyományosan Oberstdorfban, Garmisch-Partenkirchenben (Németország), valamint Innsbruckban és Bischofshofenben (Ausztria) tartottak 2008. december 29. és 2009. január 6. között.
A torna győztese az osztrák Wolfgang Loitzl lett, megelőzve a svájci Simon Ammannt és honfitársát Gregor Schlierenzauert.

## Eredmények

### Oberstdorf
Schattenbergschanze HS 137

2008. december 29.
| Helyezés | Név                   | Nemzetiség  | 1. ugrás (m) | 2. ugrás (m) | Pontok | Összetett pontok | Világkupa összetett pontok |
| -------- | --------------------- | ----------- | ------------ | ------------ | ------ | ---------------- | -------------------------- |
| 1        | Simon Ammann          | Svájc       | 136.5        | 134.0        | 286.4  | 286.4 (1)        | 685 (1)                    |
| 2        | Wolfgang Loitzl       | Ausztria    | 135.0        | 134.0        | 285.2  | 285.2 (2)        | 439 (3)                    |
| 3        | Dmitrij Vassziljev    | Oroszország | 134.5        | 136.0        | 284.4  | 284.4 (3)        | 185 (9)                    |
| 4        | Gregor Schlierenzauer | Ausztria    | 133.0        | 134.0        | 280.1  | 280.1 (4)        | 560 (2)                    |
| 5        | Martin Schmitt        | Németország | 134.5        | 129.0        | 273.8  | 273.8 (5)        | 248 (6)                    |

### Garmisch-Partenkirchen
Große Olympiaschanze HS 142

2009. január 1.
| Helyezés | Név                   | Nemzetiség | 1. ugrás (m) | 2. ugrás (m) | Pontok | Összetett pontok | Világkupa összetett pontok |
| -------- | --------------------- | ---------- | ------------ | ------------ | ------ | ---------------- | -------------------------- |
| 1        | Wolfgang Loitzl       | Ausztria   | 134.5        | 136.5        | 276.3  | 561.5 (1)        | 539 (3)                    |
| 2        | Simon Ammann          | Svájc      | 140.0        | 134.5        | 274.6  | 561.0 (2)        | 765 (1)                    |
| 3        | Harri Olli            | Finnország | 133.0        | 131.5        | 258.6  | 527.1 (4)        | 284 (6)                    |
| 4        | Gregor Schlierenzauer | Ausztria   | 134.0        | 130.5        | 257.6  | 537.7 (3)        | 610 (2)                    |
| 5        | Martin Koch           | Ausztria   | 134.5        | 128.0        | 249.0  | 482.5 (11)       | 230 (8)                    |

### Innsbruck
Bergiselschanze HS 130

2009. január 4.
| Helyezés | Név                   | Nemzetiség  | 1. ugrás (m) | 2. ugrás (m) | Pontok | Összetett pontok | Világkupa összetett pontok |
| -------- | --------------------- | ----------- | ------------ | ------------ | ------ | ---------------- | -------------------------- |
| 1        | Wolfgang Loitzl       | Ausztria    | 126.5        | 128.5        | 261.0  | 822.5 (1)        | 639 (3)                    |
| 2        | Gregor Schlierenzauer | Ausztria    | 126.0        | 127.5        | 260.3  | 798.0 (3)        | 690 (2)                    |
| 3        | Martin Schmitt        | Németország | 128.5        | 125.5        | 257.7  | 776.7 (4)        | 340 (5)                    |
| 4        | Matti Hautamäki       | Finnország  | 123.5        | 128.0        | 253.2  | 740.8 (9)        | 241 (10)                   |
| 5        | Thomas Morgenstern    | Ausztria    | 124.5        | 125.0        | 250.6  | 753.8 (8)        | 359 (4)                    |

### Bischofshofen
Paul-Ausserleitner-Schanze HS 142

2009. január 6.
| Helyezés | Név                   | Nemzetiség  | 1. ugrás (m) | 2. ugrás (m) | Pontok | Összetett pontok | Világkupa összetett pontok |
| -------- | --------------------- | ----------- | ------------ | ------------ | ------ | ---------------- | -------------------------- |
| 1        | Wolfgang Loitzl       | Ausztria    | 142.5        | 141.5        | 301.2  | 1123.7 (1)       | 739 (3)                    |
| 2        | Simon Ammann          | Svájc       | 137.5        | 140.5        | 284.4  | 1091.1 (2)       | 877 (1)                    |
| 3        | Dmitrij Vassziljev    | Oroszország | 138.0        | 138.5        | 279.2  | 1048.1 (5)       | 303 (8)                    |
| 4        | Gregor Schlierenzauer | Ausztria    | 138.5        | 136.0        | 279.1  | 1077.1 (3)       | 740 (2)                    |
| 5        | Martin Schmitt        | Németország | 138.5        | 136.5        | 278.5  | 1055.2 (4)       | 385 (4)                    |

## Végeredmény
Összetett végeredmény
| Helyezés | Név                   | Nemzetiség  | Pontok | Oberstdorf | Garmisch- Partenkirchen | Innsbruck  | Bischofshofen |
| -------- | --------------------- | ----------- | ------ | ---------- | ----------------------- | ---------- | ------------- |
| 1        | Wolfgang Loitzl       | Ausztria    | 1123.7 | 285.2 (2)  | 276.3 (1)               | 261.0 (1)  | 301.2 (1)     |
| 2        | Simon Ammann          | Svájc       | 1091.1 | 286.4 (1)  | 274.6 (2)               | 245.7 (8)  | 284.4 (2)     |
| 3        | Gregor Schlierenzauer | Ausztria    | 1077.1 | 280.1 (4)  | 257.6 (4)               | 260.3 (2)  | 279.1 (4)     |
| 4        | Martin Schmitt        | Németország | 1055.2 | 273.8 (5)  | 245.2 (8)               | 257.7 (3)  | 278.5 (5)     |
| 5        | Dmitrij Vassziljev    | Oroszország | 1048.1 | 284.4 (3)  | 239.6 (9)               | 244.9 (9)  | 279.2 (3)     |
| 6        | Anders Jacobsen       | Norvégia    | 1027.9 | 269.0 (6)  | 247.0 (7)               | 244.4 (10) | 267.5 (7)     |
| 7        | Harri Olli            | Finnország  | 1019.2 | 268.5 (7)  | 258.6 (3)               | 239.6 (11) | 252.5 (10)    |
| 8        | Thomas Morgenstern    | Ausztria    | 1001.0 | 254.7 (11) | 248.5 (6)               | 250.6 (5)  | 247.2 (16)    |
| 9        | Matti Hautamäki       | Finnország  | 991.4  | 250.5 (13) | 237.1 (10)              | 253.2 (4)  | 250.6 (12)    |
| 10       | Michael Neumayer      | Németország | 986.3  | 259.8 (9)  | 211.2 (24)              | 246.5 (7)  | 268.8 (6)     |
| 11       | Martin Koch           | Ausztria    | 974.1  | 233.5 (23) | 249.0 (5)               | 234.6 (14) | 257.0 (9)     |
| 12       | Michael Uhrmann       | Németország | 967.9  | 256.9 (10) | 222.9 (14)              | 230.1 (16) | 258.0 (8)     |
| 13       | Kaszai Noriaki        | Japán       | 953.5  | 243.9 (17) | 220.5 (16)              | 249.0 (6)  | 240.1 (19)    |
| 14       | Ville Larinto         | Finnország  | 944.5  | 249.9 (14) | 221.9 (15)              | 221.5 (24) | 251.2 (11)    |
| 15       | Stephan Hocke         | Németország | 937.1  | 247.3 (15) | 214.6 (20)              | 226.1 (17) | 249.1 (15)    |